# Kōki Morita
Kōki Morita (jap. 森田 晃樹, Morita Kōki; * 8. August 2000 in Tokio, Präfektur Tokio) ist ein japanischer Fußballspieler.

## Karriere
Kōki Morita erlernte das Fußballspielen in der Jugendmannschaft von Tokyo Verdy. Hier unterschrieb er 2019 auch seinen ersten Profivertrag. Der Verein aus der Präfektur Tokio spielte in der zweithöchsten Liga des Landes, der J2 League. In seinem ersten Profijahr kam er 24-mal in der zweiten Liga zum Einsatz. Am Ende der Saison 2023 wurde er mit Verdy Tabellendritter. In den Aufstiegsspielen konnte man sich durchsetzen und stieg in die erste Liga auf.